# Phyllacanthus
A Phyllacanthus a tengerisünök (Echinoidea) osztályának Cidaroida rendjébe, ezen belül a Cidaridae családjába tartozó nem.
Nemzetségének az egyetlen neme.

## Rendszerezés
A nembe az alábbi 15 faj tartozik; ezekből 8 fosszilis:
- †Phyllacanthus clarkii - az idetartozása kérdéses
- Phyllacanthus dubius Brandt, 1835 - típusfaj
- †Phyllacanthus duncani Chapman & Cudmore, 1934 - késő oligocén - kora pliocén
- Phyllacanthus forcipulatus Mortensen, 1936
- Phyllacanthus imperialis (Lamarck, 1816)
- Phyllacanthus irregularis Mortensen, 1928
- Phyllacanthus longispinus Mortensen, 1918
- Phyllacanthus magnificus H.L. Clark, 1914
- Phyllacanthus parvispinus Tension Woods, 1878
- †Phyllacanthus serratus Philip, 1963 - középső pliocén
- †Phyllacanthus texanus Whitney & Kellum, 1966 - kora kréta; apti
- †Phyllacanthus titan Fell, 1954 - kora oligocén - középső miocén
- †Phyllacanthus tylotus H. L. Clark, 1945 - pleisztocén
- †Phyllacanthus tysoni Whitney & Kellum, 1966 - kora kréta; apti
- †Phyllacanthus wellmanae Fell, 1954 - miocén

## Képek

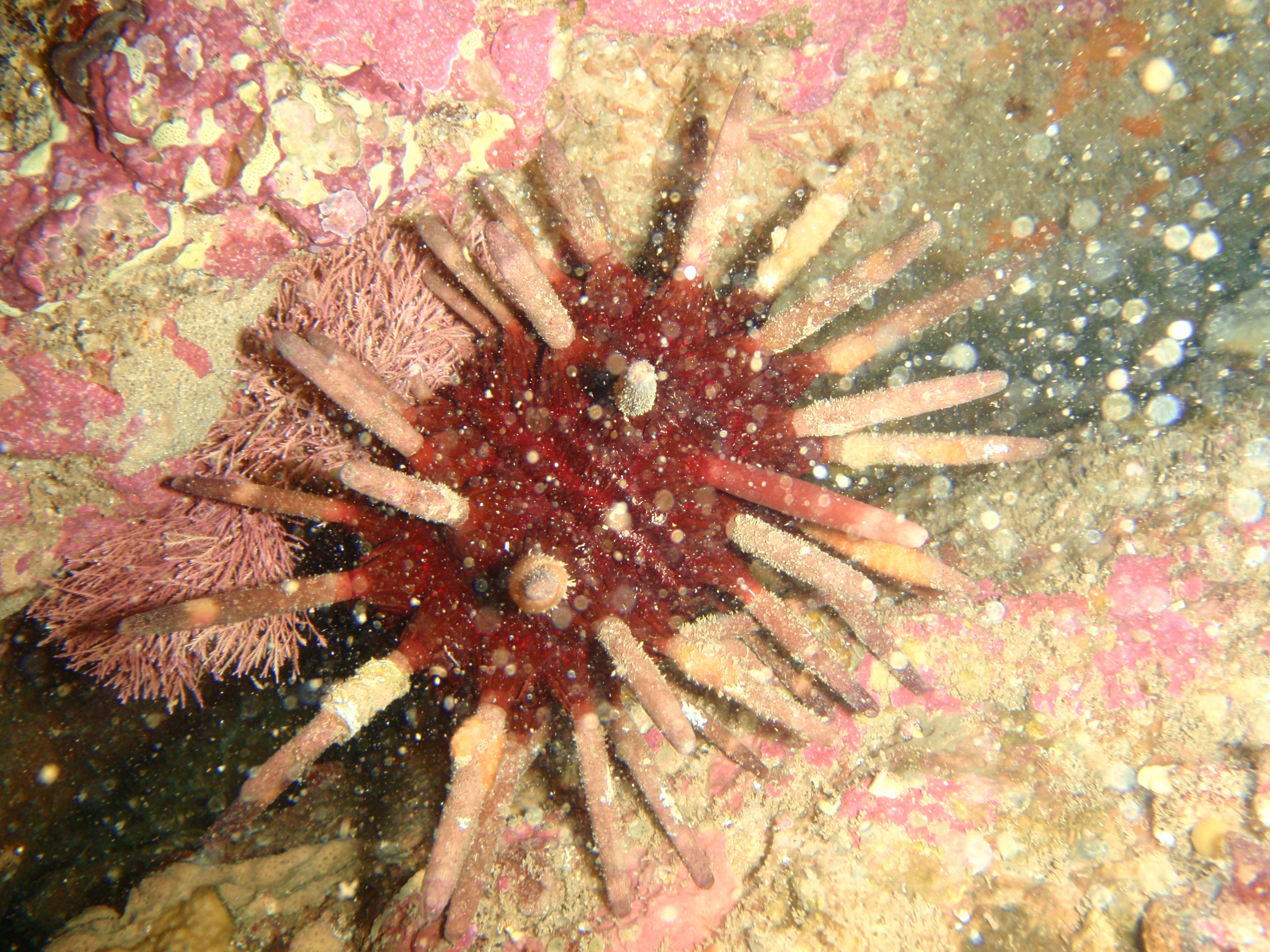
Phyllacanthus irregularis
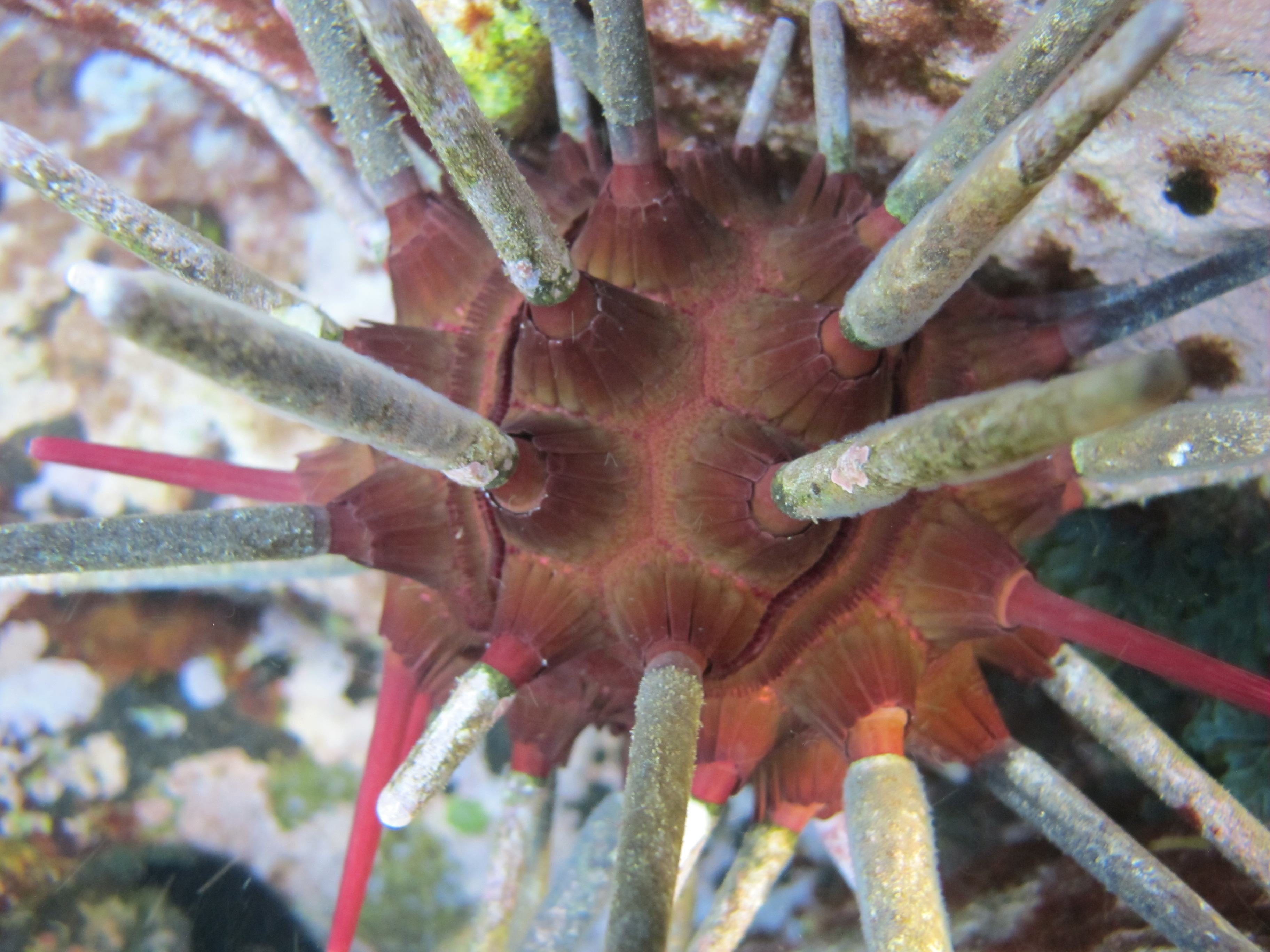
Phyllacanthus parvispinus